# Samatha
Samatha betekent 'kalm' of 'kalmte' in de taal Pali, en is een van de concepten of technieken die vaak gebruikt worden in de leer en beschrijving van meditatie in de Theravada traditie van het boeddhisme. Onder samatha-meditatie kunnen die vormen van meditatie worden verstaan, welke het kalmeren en concentreren van het bewustzijn als voornaamste doel hebben. Als de Boeddha meditatie onderwees dan onderwees hij voornamelijk de ontwikkeling van samadhi door middel van samatha-meditatie, als voorwaarde voor de ontwikkeling van inzicht.
Samatha wordt op verschillende manieren begrepen en uitgelegd. In de Birmese traditie wordt de nadruk voornamelijk gelegd op vipassana meditatie (inzichtmeditatie) en wordt samatha meditatie in het begin gemeden. Mahasi Sayadaw, een van de voorvaderen van de hedendaagse vipassana traditie onderwees vipassana meditatie vanaf het begin in de veronderstelling dat samatha meditatie voor beginners te moeilijk zou zijn en enkel tot frustratie zou leiden, waarbij de beoefenaren op een later tijdstip alsnog over zouden moeten gaan op het ontwikkelen van concentratie. Als gevolg van de nadruk op vipassana wordt in de Birmese traditie soms verondersteld dat samatha geen toegevoegde waarde zou hebben omdat het niet direct tot inzicht voert. In Thailand wordt samatha benadrukt als een belangrijk onderdeel van de boeddhistische praktijk, en beschouwt men het als een hulpmiddel. Wanneer de geest echte kalmte bereikt heeft, kan men snelle en diepe resultaten boeken met vipassana-meditatie.
Ajahn Chah vergeleek samatha en vipassana met de twee uiteinden van een stok. Wanneer men één uiteinde van de stok ver genoeg optilt, komt uiteindelijk ook het andere uiteinde van de stok van de grond. Vipassana en samatha gaan volgens hem dus samen en kunnen niet apart gehouden worden. Andere Thaise leraren, zoals Phramongkolthepmuni met zijn Dhammakaya-methode, maakten wel meer een onderscheid tussen samatha en vipassana, waarbij hij de beoefening van samatha onderwees als voorafgaand aan vipassana.
Andere voorbeelden van samatha meditatie-vormen zijn metta meditatie, meditatie over de dood (marananusati), anapanasati (het observeren en volgen van de ademhaling) en de mantra Buddho.
Belangrijke gerelateerde concepten zijn samādhi en jhāna.